# Robert de Fiori
Robert de Fiori (* 1854 in Görz, Kaisertum Österreich; † 1933 in München) war ein österreichisch-ungarischer Journalist, der im Jahr 1918 als bayrischer, bzw. im Jahr 1919 als italienischer Agent tätig war.

Robert de Fiori

Er erwarb die Matura am des k.k. akademischen Gymnasiums in Görz.
1876 bis 1877 studierte er Rechtswissenschaft an der Universität Wien.

## Werdegang
Von 1881 bis 1914 war er Korrespondent der Neuen Freien Presse in Rom.
Von Ende Juni Anfang Juli 1918 führte er als Agent des deutschen Auswärtigen Amtes Gespräche mit George D. Herron.
1923 gratulierte Ercole Durini di Monza Gustav von Kahr zum Scheitern des Hitlerputschs, während im von ihm geführten Generalkonsulat Roberto de Fiore als „slight boy“, wie Heinrich Himmler diese frei operierenden Agenten nannte, für Mussolini Kontakt zur NSDAP hielt, berichtete und zeitweise als Schriftsteller in Herrsching am Ammersee in der ehemaligen „Villa des August Pittino“ von 1916 bis 1925 wohnte. Sein Sohn, der Bildhauer Ernesto de Fiori, ließ sich unweit davon, in Lochschwab, im Jahr 1928 eine Villa vom Architekten Roderich Fick bauen.